# Der Standard
Der Standard es un periódico liberal de izquierda de Austria con sede de redacción en Viena. Aparece en formato berlinés. Der Standard fue fundado por Oscar Bronner en 1988. Coopera con la Austria Presse Agentur.

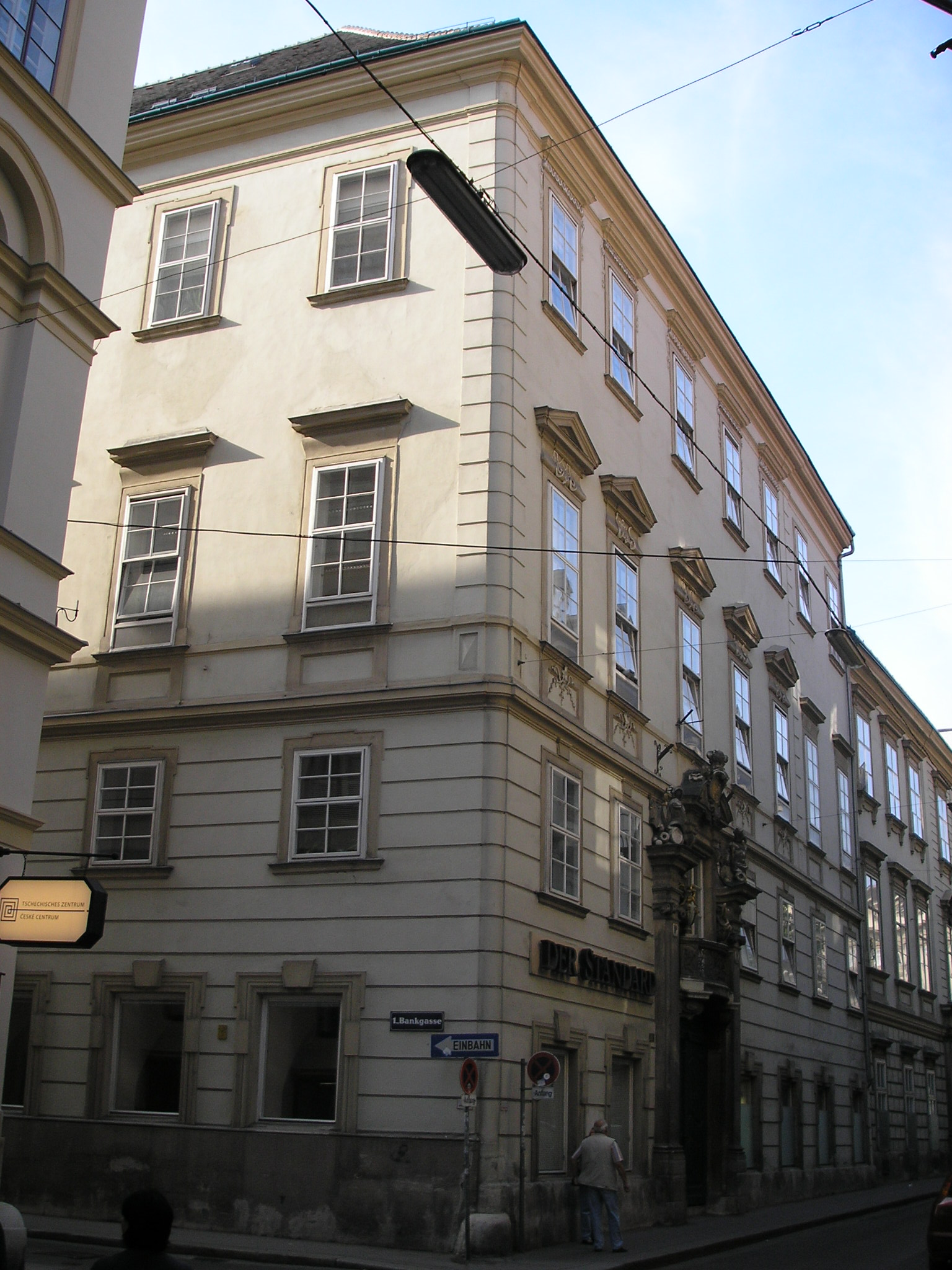
Palais Orsini-Rosenberg en la calle Herrengasse de Viena. Oficina central de redacción.

## Historia
Las primeras ediciones de prueba, llamadas „Nullnummern“, aparecieron bajo el título „Wirtschaftsblatt“.
Al final, se acordó que Der Standard seguiría el modelo de los periódicos del mundo anglosajón, como el London Evening Standard. La primera edición de Der Standard se publicó el 19 de octubre de 1988, al principio sólo cinco veces por semana, de momento sin crónica ni sección de deportes. El periódico fue fundado por Oscar Bronner, con una participación del 50% de Axel Springer Verlag para financiar la puesta en marcha. En 1995 se creó derStandard.at, el primer sitio web de un periódico en lengua alemana, que se puso en línea el 2 de febrero de 1995 y contó inicialmente con su propio equipo editorial, aunque el contenido de las ediciones impresas también se publicaba en línea.

## Alcance y cuota de mercado
Con 54.363 ejemplares vendidos diariamente en el primer semestre de 2021, se situó por detrás del Kurier (114.019 ejemplares) y del Presse (66.670 ejemplares).

## Trivia
Desde su primera publicación, Der Standard se ha impreso en papel de periódico autodenominado de color salmón (2021: 45 g/m²) (el color también se percibe a menudo como rosa)], lo que convierte a Der Standard en el único diario austriaco que se imprime en papel de color.